# Ordre de Saint-Jean de Jérusalem à Chypre puis à Rhodes
Pour les articles homonymes, voir Ordre de Saint-Jean de Jérusalem (homonymie) et Ordre de Malte.
Ne doit pas être confondu avec Ordre souverain militaire et hospitalier de Saint-Jean de Jérusalem, de Rhodes et de Malte.
L’ordre de Saint-Jean de Jérusalem, présent à Chypre au tournant des XIIIe et XIVe siècles puis à Rhodes du début du XIVe au début du XVIe siècle, est un ordre religieux qui a existé des environs de 1080 — quelques années avant la première croisade — jusque vers 1800, et qui est plus connu sous les noms d’« ordre hospitalier de Saint-Jean de Jérusalem », d’« ordre de l'Hôpital », d’« ordre hospitalier » ou plus simplement des « Hospitaliers ». 
Après la première croisade, l'ordre se militarise et joue un rôle important, aux côtés des Templiers, dans la défense des États latins de Terre sainte.
Après l'éviction des croisés en 1291, il s'installe à Chypre pendant une vingtaine d’années, jusqu’en 1310, puis immédiatement après à Rhodes, dont il est expulsé après un peu plus de deux siècles de présence, par la conquête turque (1522). Durant cette seconde période de son existence (à Chypre puis Rhodes), l’ordre hospitalier joue un rôle important en Méditerranée orientale.
L'ordre s'installe ensuite à Malte et devient une puissance maritime souveraine.

## Chypre (1291-1310)

### Le départ de Terre sainte (1291)

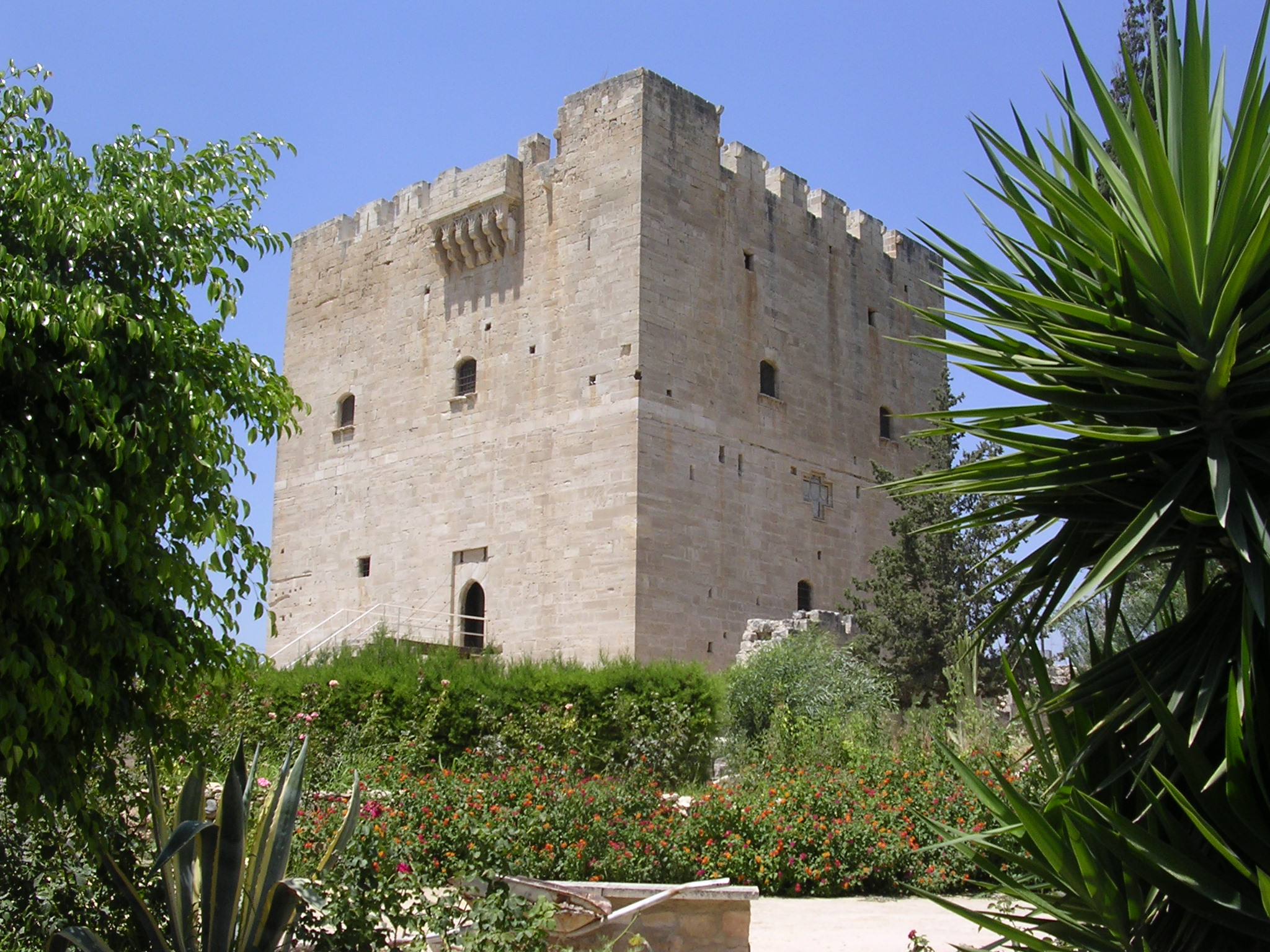
Le fort de Kolossi

L’Ordre perd ses établissements de Terre sainte après la défaite subie par les troupes franques, hospitalières et templières, à Saint-Jean-d’Acre. 
Le grand maître Jean de Villiers (1285–1294), grièvement blessé au combat, est évacué en bateau vers Chypre avant la prise de la ville par les Mamelouks (28 mai 1291). Au début de juin, seulement sept chevaliers hospitaliers survivants du siège rejoignent le grand maître, ainsi que ceux des autres places abandonnées sans combat. Ils se regroupent tous avec ceux qui avaient été évacués avant les combats à la commanderie de Kolóssi. La première initiative des survivants est de créer un hôpital afin de soigner les rescapés du siège, ainsi que tous les réfugiés civils de Terre sainte.
Puis le grand maître convoque un chapitre général « afin de prévenir l’extinction de l’Ordre ». « Il eut la consolation de voir accourir les Hospitaliers de toutes les nations ; ils se rendirent tous, dans l’île de Chypre, sans chercher d’excuse pour s’en dispenser » écrivent les chroniqueurs. La volonté de donner des soins aux malades reste la mission première de l’Ordre, mais la défense de la chrétienté et la reconquête de la Terre sainte sont un objectif pour tous.

### Une nouvelle organisation en sept «langues» (1301)

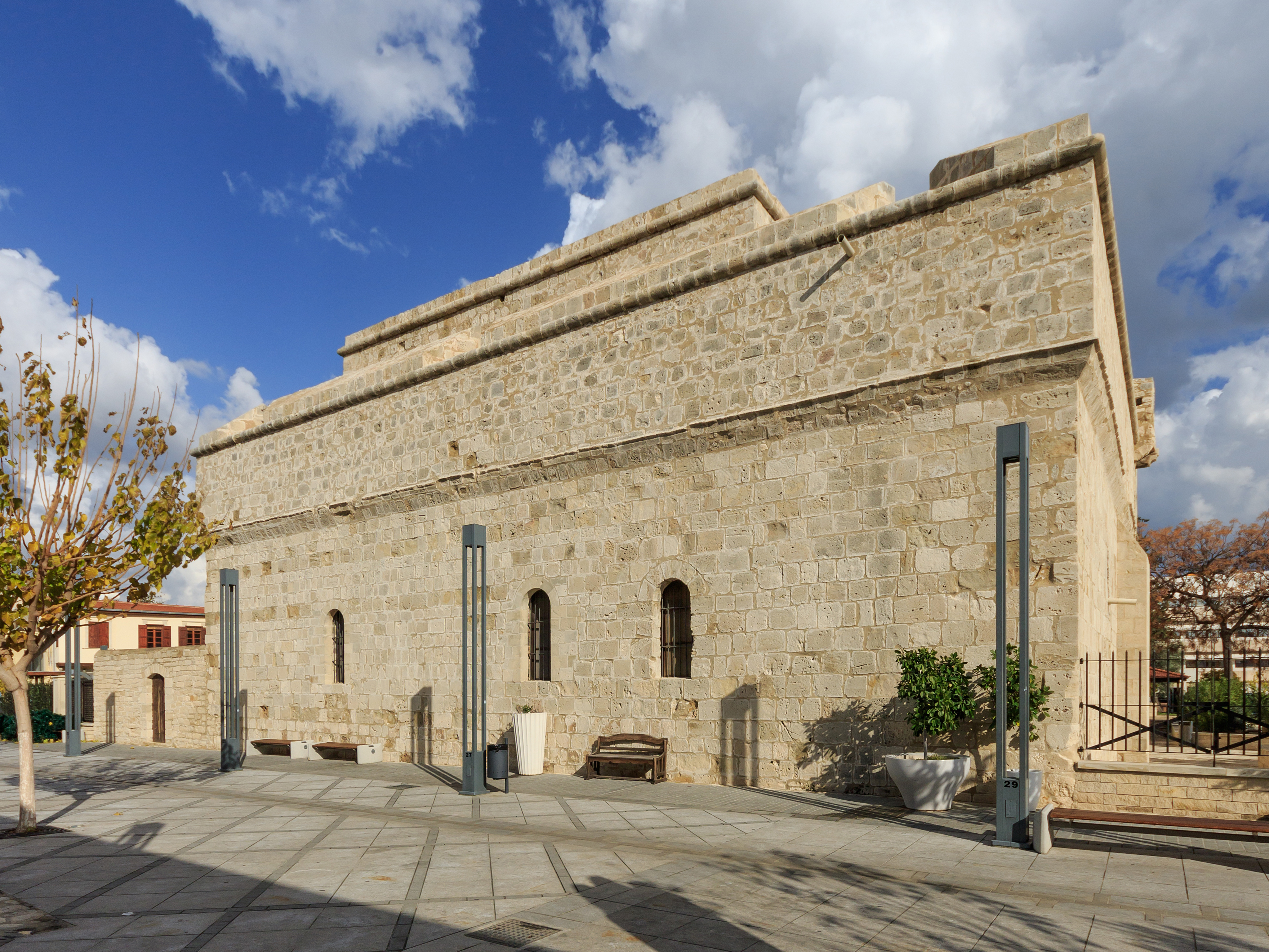
Le fort de Limassol

Tous les chevaliers de l'Ordre ne parlent pas le latin et les frictions étaient nombreuses entre chevaliers d'origines différentes. Jusque-là, l'ordre reconnaissait l'existence de trois groupes portant le nom de « langues » : langue de Provence, langue d'Auvergne et langue de France (du nord). Du fait de leur ancienneté, ces trois langues sont dites « vénérables ». 
Par un décret capitulaire de 1301, le nouveau grand maître Guillaume de Villaret (1300–1305) crée quatre nouveaux groupes : les langues d'Italie, d'Aragon, d'Angleterre et d'Allemagne. Cette réorganisation de l'Ordre est confirmée par le grand maître Hélion de Villeneuve (1319-1346) lors du chapitre de Montpellier en 1327. Ces entités correspondent à des zones géographiques, les Espagnols et les Portugais se retrouvant au sein de la langue d'Aragon, les Polonais et autres Slaves dépendant de la langue d'Allemagne.
Chaque langue dispose d'une « auberge », un bâtiment que les frères d'une même langue partagent pour les réunions, les repas en commun et aussi l'hébergement. Chaque auberge est sous la responsabilité d'un bailli conventuel appelé « pilier » et désigné à l'ancienneté (quinze ans minimum dont dix au couvent) par l'ensemble des frères de ce groupe. Les « piliers » reçoivent une allocation forfaitaire et des denrées alimentaires pour faire vivre l'« auberge ». 

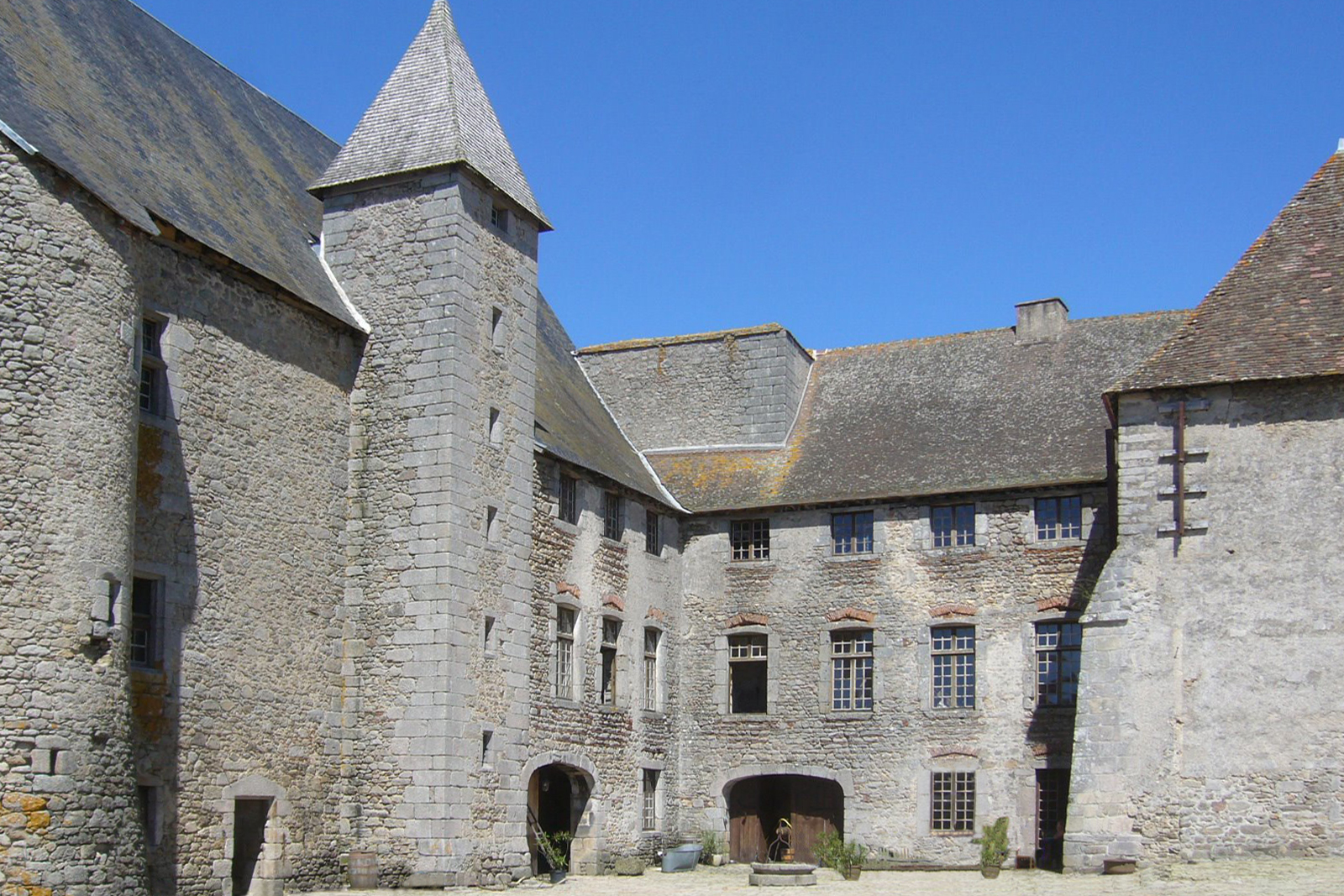
Commanderie hospitalière de Lavaufranche dans la Creuse datant du XIIe siècle
Le grand maître Guy de Blanchefort en a été commandeur

La langue de Provence (peut-être la province d'origine de Frère Gérard, fondateur de l'Ordre) est placée sous la protection de l'archange saint Michel. La langue d'Auvergne est protégée par saint Sébastien, celle de France par l'apôtre Paul, celle d'Italie par sainte Catherine d'Alexandrie, celles d'Aragon et d'Angleterre par saint Georges et la langue d'Allemagne par sainte Epiphanie.
Il existe une hiérarchie des langues. Le « pilier » de Provence porte le titre de « grand commandeur » ou « grand précepteur » et s'occupe de la gestion des finances et de la logistique. Il vient juste après le grand maître et le remplace en cas d'absence ou de maladie. Le « pilier » d'Auvergne, au troisième rang, est « grand maréchal », il est responsable des affaires militaires et commande les troupes de l'Ordre en campagne. Le quatrième rang revient au « pilier » de France qui a pour titre « grand hospitalier » et pour responsabilité les hôpitaux et les soins donnés aux malades. Le « pilier » d'Italie, au cinquième rang, porte le titre d'« amiral » et il est surintendant de la marine de l'Ordre. Au sixième rang, le pilier d'Aragon est « grand conservateur » et signe les billets de solde anticipée. Le « pilier » d'Angleterre, au septième rang, est « turcopolier », commandant des troupes auxiliaires de cavalerie légère et le huitième et dernier rang est occupé par le « pilier » d'Allemagne avec le titre de « grand bailli » et la responsabilité des fortifications.
Chaque langue dispose de « commanderies », regroupées en « prieurés », dans sa nation d'origine. Dès la première donation faite à l'Ordre par Godefroy de Bouillon, d'un casual (village fortifié) en Palestine et d'un fief en Brabant le pli est pris ; l'Ordre reçoit des forts pour défendre la Terre sainte et des fiefs en Europe pour assurer le revenu des aumônes. Pour gérer tous ces biens-fonds, les supérieurs puis les grands maîtres les « recommandent » à des frères puis à des chevaliers « gens de mérite et de probité » qui résident sur place. Ces praeceptoria dirigés par un praeceptor ou un magister sont à l'origine des commanderies du XIIIe siècle qui chaque année envoient à l'Ordre les responsions (impositions) qui représente environ le sixième des revenus de la commanderie. Les commanderies assurent ainsi la richesse de l'Ordre, qui permet l'entretien des garnisons, des hôpitaux et des auberges de l'ordre.

### Les problèmes politiques de l'Ordre

#### Les relations avec le roi de Chypre
À l'arrivée des Hospitaliers à Chypre, Henri II de Lusignan, ex-roi de Jérusalem et roi de Chypre depuis 1285, leur fait bon accueil. Il leur octroie la ville de Limassol, mais les Hospitaliers ne semblent pas avoir été satisfaits (Giacomo Bosio (1594-1602), le premier historien de l’Ordre, note le manque de logement pour tous les Hospitaliers). Par ailleurs, l’ordre ne peut compter sur la totalité de ses revenus d'Occident, les souverains anglais et portugais bloquant chez eux les responsions, l'impôt des commanderies de l’Ordre.
Des tensions apparaissent assez vite entre l'Ordre et le roi de Chypre, qui a par ailleurs des difficultés dynastiques : Henri de Lusignan s'oppose à son frère Guy en 1303 et en 1306 à son autre frère Amaury, seigneur de Tyr, qui l'écarte du trône avec l'aide des Templiers en l'exilant en Arménie.

#### Le début de la puissance maritime des Hospitaliers
Sous la nécessité et l'impulsion de son grand maître, tout en se réorganisant, l'Ordre devient une puissance maritime : en 1306, le pape Clément V autorise les Hospitaliers à armer des navires. Ils commencent à développer la flotte qui fait leur réputation et qui, associée à leur organisation, exemplaire pour l'époque, leur permet de tirer un grand profit de leurs possessions en Occident et les autorisant à entretenir l'espoir d'une reconquête de la Terre sainte.

#### Hospitaliers et Templiers: projets de fusion et de croisade
Une autre question est celle des relations avec les Templiers : en 1306, Clément V convoque le grand maître Foulques de Villaret (1306-1319), neveu de Guillaume, et Jacques de Molay, grand maître du Temple, pour envisager la fusion des deux ordres. Les cours d'Europe ne leur sont pas très favorables, elles leur reprochent la perte de la Terre sainte ainsi que leurs privilèges et leur richesse. La fusion avait déjà été évoquée par le concile de Lyon de 1274. 
Les deux grands maîtres ne font qu'effleurer la question et se mettent plutôt d'accord pour envisager ensemble une nouvelle croisade, qui n'aura pas lieu, puisque les Templiers vont se trouver confrontés au roi de France Philippe le Bel, tandis que les Hospitaliers lancent peu après leur offensive contre Rhodes.

## Rhodes (1310-1522)

### La conquête de l'île (1307-1310)

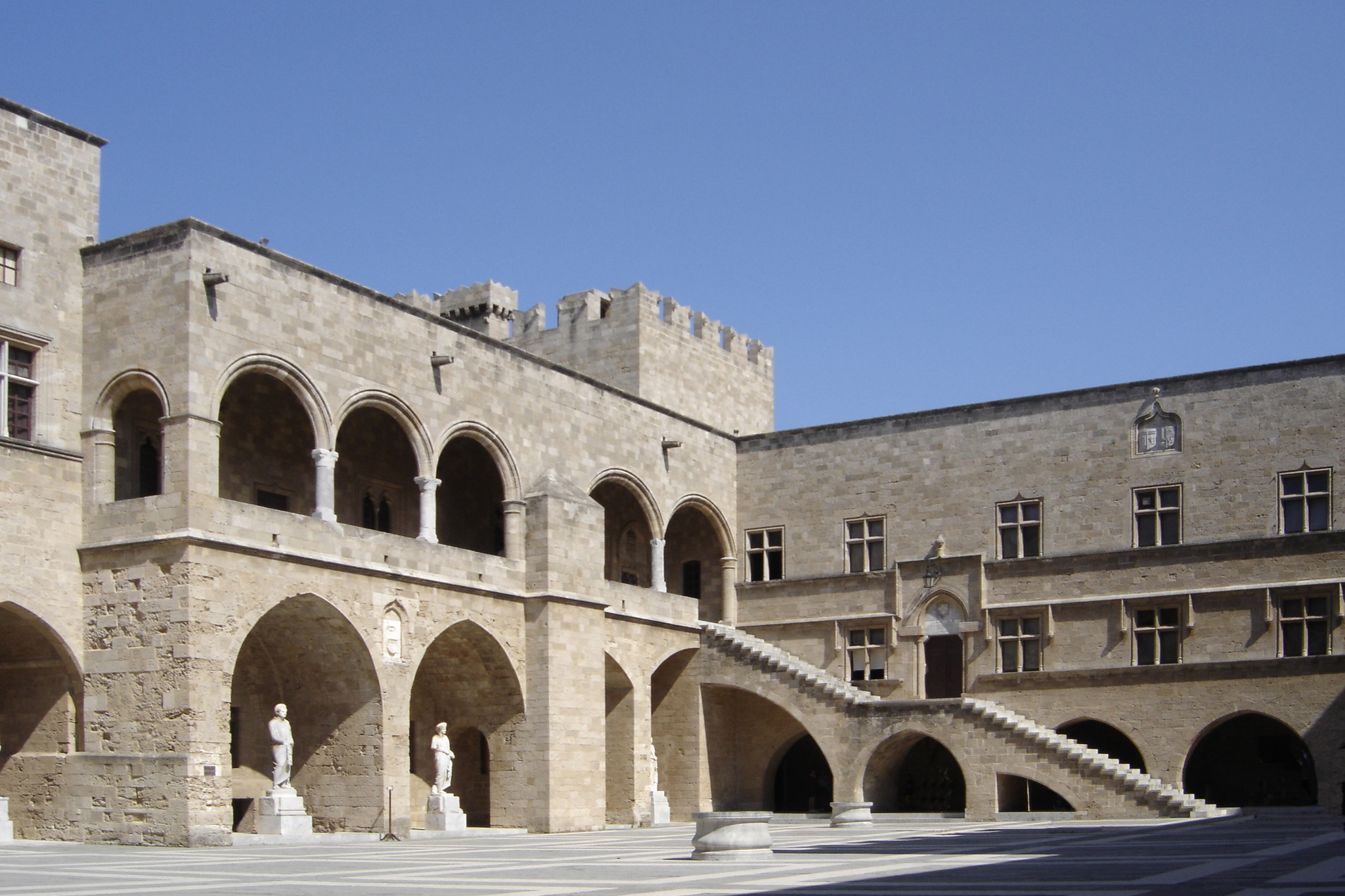
Cour intérieur du palais des grands maîtres de l'ordre de Saint-Jean de Jérusalem à Rhodes

Dès l'époque du grand maître Guillaume de Villaret (1300-1305), les Hospitaliers cherchent à s'assurer une plus grande indépendance politique et envisagent la conquête de Rhodes. Cette île est une possession byzantine, mais l'autorité de l'Empire y est disputée et son contrôle y est de plus en plus théorique : elle est pillée en 1202 ou 1203 par les Turcs des émirats côtiers, qui s'y installent peut-être ; les Vénitiens, en mauvais termes avec les Hospitaliers, s'y intéressent aussi,. C'est le neveu de Guillaume, Foulques de Villaret (1305–1319), qui mène à bien la conquête de Rhodes : le 27 mai 1306, après des négociations de durée discutée, il conclut un accord en vue de la conquête du Dodécanèse avec un potentat local, le Génois Vignolo de Vignoli. Accompagné de 35 chevaliers hospitaliers et de troupes embarqués sur deux galères de l'Ordre et quelques navires légers, Villaret quitte Limassol le 23 juin 1306 et débarque sur l'île avec le renfort des deux galères génoises de Vignolo,.
Le siège se prolonge et l'ordre de Saint-Jean de Jérusalem ne se rend maître du château de Rhodes que le 15 août 1310. En moins de trois ans, l'Ordre devient maître des forts de Cos et Kastellórizo, des îles d'Alimniá, Chálki, Sými, Tílos, Nísyros, Kálymnos et Léros.  Les dates de débarquement et de prise de Rhodes sont imprécises. La prises de Rhodes, datée d'un 15 août, c'est produite suivant les auteurs en 1306, en 1307, en 1308, en 1309 ou en 1310. 
L'Occident ne s'oppose pas à ce coup de force et Clément V confirme aux Hospitaliers la possession de ces îles.

### Un ordre souverain

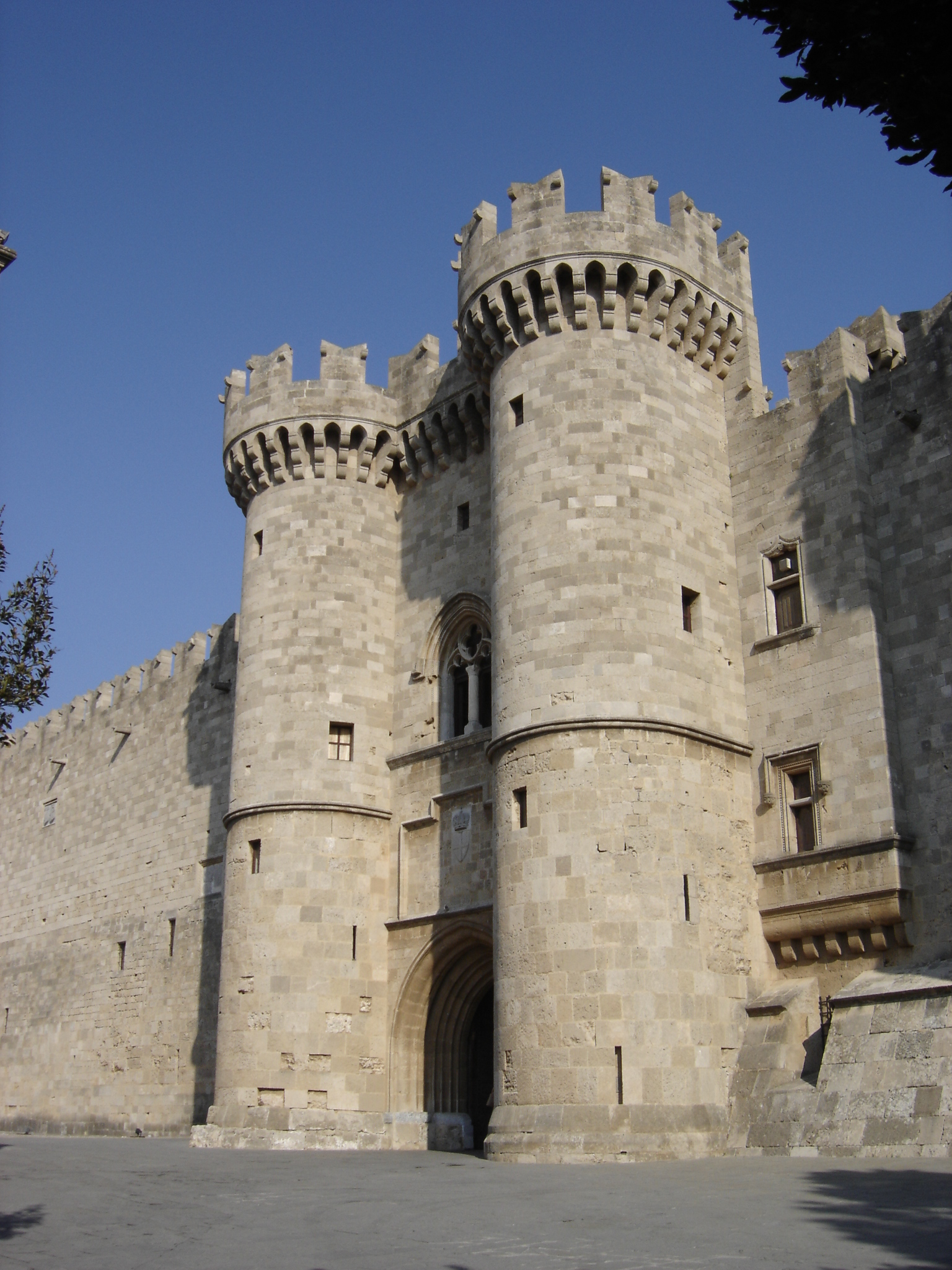
Entrée du palais du Grand maître à Rhodes

En 1311, définitivement installé, l'ordre de Saint-Jean de Jérusalem crée le premier hôpital en dehors de la Terre sainte à Rhodes. Dès son installation sur l'île, l'ordre s'interpose face à la progression turque qui atteint la côte occidentale de l'Anatolie. Il s'oppose en particulier au développement de la piraterie turque qui menace les possessions latines en mer Égée. Dans ce cadre, il remporte plusieurs succès, comme lors de la bataille de Chios en 1319.
Les Templiers, à la différence des Hospitaliers qui restent au plus près des infidèles, s'étant retirés sur leurs commanderies d'Europe, se trouvent pris dans les querelles qui opposent la papauté à la royauté française. Ils payent au prix fort leur puissance et leur richesse, puisque la réconciliation de Clément V et de Philippe le Bel se fait à leur détriment. Le 22 mars 1312, Clément V abolit l'ordre des Templiers par la bulle Vox in excelso et le 2 mai 1312, il fulmine la bulle Ad providam lors du Concile de Vienne qui donne à l'ordre de Saint-Jean de Jérusalem les biens et terres de l'ordre du Temple. Il faut aux Hospitaliers de longues années pour récupérer ces biens, à l'exception d'ailleurs de ceux d'Espagne et du Portugal, où deux ordres naissent des cendres de l’ordre du Temple, l’ordre de Montesa et l’ordre du Christ). 
Signe d'un enrichissement de l’ordre en même temps que l'affirmation d'une souveraineté, les grands maîtres de l'Ordre se mettent à battre monnaie à leur effigie. Fort de cet enrichissement, l’ordre de Saint-Jean de Jérusalem développe une flotte importante et transforme son action militaire terrestre en guerre de course, alors peu différente de la piraterie, attaquant même des bateaux chrétiens et pratiquant l’esclavage. En 1344, les Hospitaliers conquièrent la ville de Smyrne, sur le continent.

### La progression des Ottomans

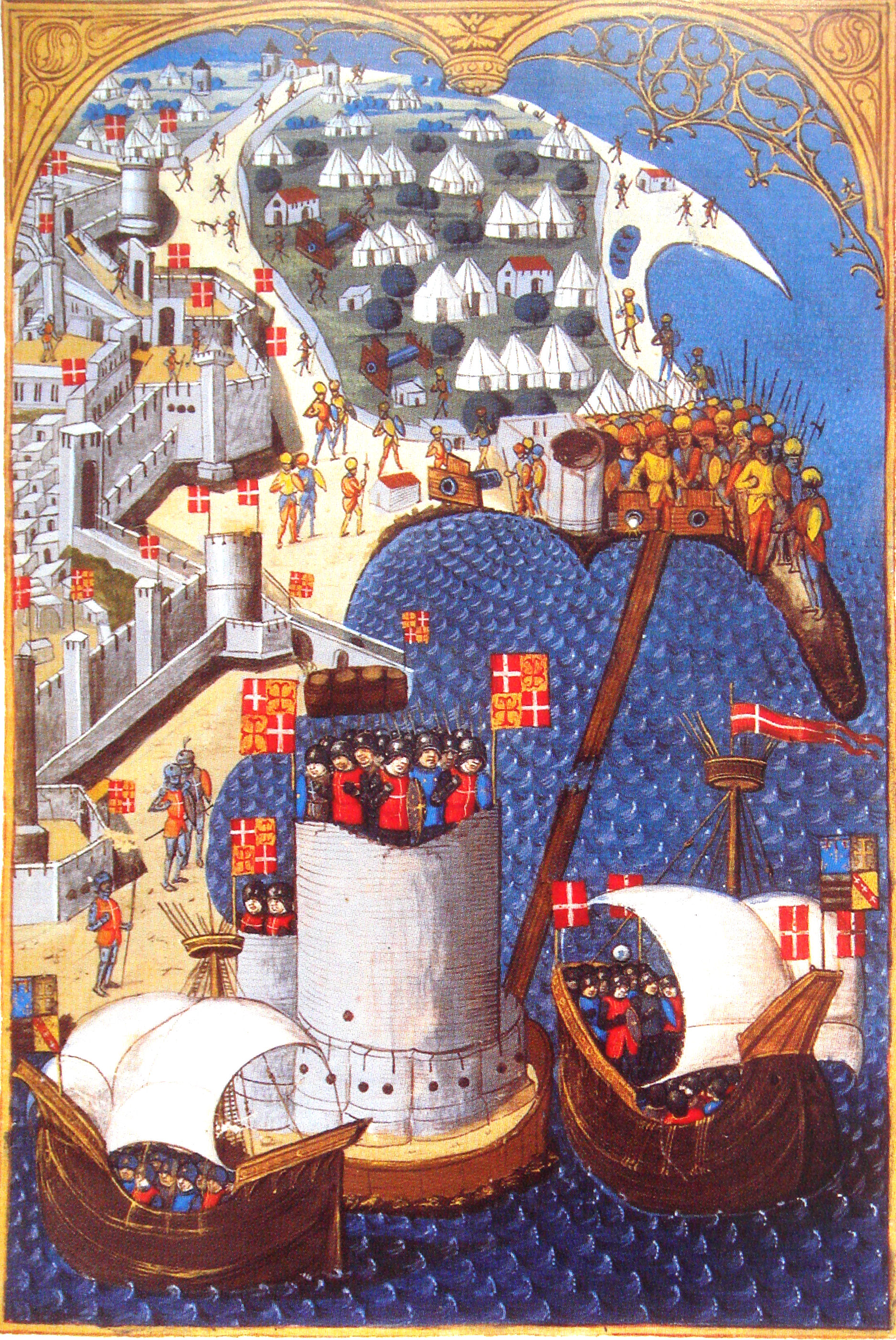
Siège de Rhodes en 1480. Miniature du maître du Cardinal de Bourbon, tirée du Gestorum Rhodie obsidionis commentarii de Guillaume Caoursin, BNF.

Pendant que les chevaliers de Rhodes exercent un contrôle maritime sur la mer Égée, les Ottomans conquièrent peu à peu les territoires riverains : l'empire finissant de Byzance et les États latins de Grèce nés de la quatrième croisade. 

#### Nicopolis (1396)
En 1396, une croisade soutenue par l'Ordre essuie un échec cuisant à Nicopolis, laissant désormais les mains libres dans les Balkans au sultan Bayezid Ier. Smyrne est aussi reprise aux Hospitaliers.
Avec l'échec de Nicopolis, l'Ordre perd tout espoir de reconquérir les Lieux Saints, et se maintient à Rhodes grâce aux Mongols de Tamerlan qui menacent le sultan ottoman.

#### Les sièges de Rhodes des années 1440
En 1440 puis en 1444, l'île de Rhodes est assiégée par le sultan d'Égypte, mais les chevaliers repoussent ces deux attaques. En 1453, le sultan Méhémet II s'empare de Constantinople ; les informations circulent d'un nouveau siège de Rhodes et le grand maître Jean de Lastic s'y prépare.

#### Le soutien de la France
En faveur de cet ordre, le roi de France Louis XI (1423-1461-1483) expédia les lettres patentes afin de confirmer ses privilèges, en août 1461 ainsi qu'en mars 1462 (1461 avant Pâques) puis le 30 juin 1471, et le protégeait toujours, notamment lors du siège de Rhodes,.

#### Le siège de 1480
Mais ce n'est qu'en 1480 que le siège est mis autour de Rhodes et le grand maître Pierre d'Aubusson repousse à trois reprises l'assaut des troupes du pacha Misach, ancien prince byzantin converti à l'Islam.

#### La chute de Rhodes (1522)
Le siège décisif a lieu en 1522 lorsque le sultan Soliman le Magnifique assiège pendant cinq mois la ville de Rhodes avec vingt mille hommes. Il parvient à prendre possession de la ville du fait de la trahison du grand chancelier d'Amaral. Soliman accorde libre passage aux chevaliers rescapés, impressionné par la résistance héroïque du grand maître Philippe de Villiers de L'Isle-Adam. Le grand maître entouré de ses chevaliers quittent définitivement la Méditerranée orientale et la proximité avec le monde musulman le 1er janvier 1523, emportant dans trente navires leur trésor, leurs archives et leurs reliques, dont la précieuse icône de la Vierge de Philerme, l'un des symboles de l'Ordre, aujourd'hui conservée au Monastère de Cetinje au Monténégro avec la main droite de Saint Jean Baptiste.
Les Hospitaliers entament en 1523 une errance de sept années qui les conduit à Civitavecchia, en Italie, puis, en 1528, le pape Clément VII, ancien Hospitalier, les héberge à Viterbe ; mais finalement ils partent pour Nice en Savoie, peu de temps après et Villefranche-sur-Mer. Finalement l'empereur Charles Quint, comprenant l'utilité que peut avoir un ordre militaire en Méditerranée face aux avancées ottomanes (Alger est conquis par Barberousse en 1529), confie le 24 mars 1530 à l'ordre de Saint-Jean de Jérusalem la possession de l'archipel de Malte, dépendance du royaume de Sicile.